# 玻尔效应

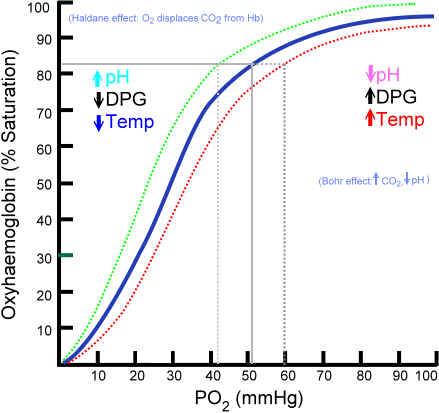
血红蛋白的氧合曲线。

波耳效應（英語：Bohr effect），1904年由丹麦生理学家克里斯蒂安·玻尔首先提出，即：氢离子（低 pH）和二氧化碳上升，会降低血红蛋白与氧气的亲和力，促进血红蛋白释放氧气。
产生该效应的原因为质子与二氧化碳可与血红蛋白（Hb）分子特定位点结合而促进后者从松弛态（relaxed state，R态）转变为紧张态（tense state，T态）。相关的基团有血红蛋白 α 亚基的 N 端氨基以及 β 亚基的 His-146 和 α 亚基的 His-122 两个咪唑基，这些基团在 Hb 处于紧张态时都是高度质子化的。Hb 与氧气的结合促使质子解离。因此当 pH 降低、质子浓度增高时，将有利于上述基团处于质子化的形态，从而稳定 T 态，抑制 Hb 与氧气的结合。
外周组织中二氧化碳产生 Bohr 效应的原因有两个，一是它可以在碳酸酐酶催化下发生水合生成碳酸，并解离出质子：
{\displaystyle {\rm {\ CO_{2}+H_{2}O\rightleftharpoons H_{2}CO_{3}\rightleftharpoons H^{+}+HCO_{3}^{-}}}}
二是它可与珠蛋白 N 端去质子化的氨基可逆地作用，产生氨甲酰血红蛋白。不过，这两种途径都是通过释放出质子而产生玻尔效应。

## 外部連結
- Impact of training （页面存档备份，存于）